# Enrico V (Shakespeare)
Enrico V è un dramma storico di William Shakespeare composto tra il 1598 ed il 1599.
Il dramma prende spunto dalle vicende di Enrico V d'Inghilterra, re che si distinse per aver conquistato la Francia ed aver vinto la battaglia di Azincourt.
È l'opera conclusiva della tetralogia shakespeariana enrieide (o tetralogia maggiore); iniziata con Riccardo II e proseguita con Enrico IV, parte 1 e Enrico IV, parte 2.

## Trama
Il coro introduce la storia che sta per rappresentarsi sul palcoscenico, scusandosi con gli spettatori per l'impossibilità di rendere veritiera la rappresentazione causa gli scarsi mezzi di cui dispone il teatro: il coro prega così il pubblico di mettere in moto la propria immaginazione, per ricostruire con la mente ciò che non è possibile portare in scena. Ogni atto è preceduto da un prologo del coro, tradizionalmente interpretato da un solo attore.

### Atto primo
La scena si apre con il colloquio tra l'arcivescovo di Canterbury ed il vescovo di Ely, preoccupati che l'approvazione di un disegno di legge possa togliere alla Chiesa parte dei sussidi e delle agevolazioni su cui vive agiatamente. Suggeriscono così al re Enrico V di dichiarare guerra alla Francia, rivendicandone i diritti sul trono che gli spettano poiché la legge salica, cui il sovrano francese si appella per dichiarare nulle le pretese di Enrico sul suo trono, non è applicabile al trono francese. 
Enrico V, che in passato era un giovane dedito al gioco e ai bagordi, è nel frattempo divenuto un re saggio e amato. Sentito il consiglio dei due ecclesiastici decide di dichiarare guerra al re di Francia Carlo VI, al quale ha già inviato varie missive nelle quali rivendica i suoi diritti di successione al trono per via del legame di parentela. La risposta alle missive arriva a nome del Delfino che, beffandosi delle rivendicazioni inglesi, invia per regalo palle da tennis ad Enrico. Quest'ultimo, adirato, decide di approntare l'esercito per la battaglia.

### Atto secondo
In una strada di Londra avviene un colloquio tra i vecchi compagni di bagordi del re: Pistola, sposo dell'ostessa Quickly, Nym, ex fidanzato di Quickly e Bardolfo. I tre compari, scansafatiche e tardoni, vengono richiamati dal paggio di Falstaff, vecchio compagno di sbronze, ormai sul letto di morte: Falstaff è stato, infatti, rinnegato dal re come compagno perché l'acquisizione del diritto regale lo ha privato della possibilità di legarsi alle vecchie compagnie. Il dolore ha colpito il vecchio, portandolo alla morte. Mentre i quattro si disperano per la dipartita, sovviene l'ordine di partenza per la guerra in Francia. Gli uomini lasciano quindi l'ostessa e si uniscono alle truppe.
Poco prima della partenza, Enrico V scopre un complotto ordito contro la sua persona: il conte di Cambridge, Lord Scroop di Masham e Sir Thomas Grey, vecchi amici d'infanzia di Enrico e vendutisi alla corona francese, vengono scoperti ed arrestati dal monarca che li fa giustiziare dopo averli ripudiati.
In Francia, intanto, giunge come araldo inglese il duca di Exeter, zio di Enrico V, che avverte Carlo VI dell'indignazione del monarca inglese per l'onta ricevuta in seguito al regalo beffardo del Delfino, al quale dichiara la sua disistima. Un ultimo avvertimento dell'araldo è sul destino di Francia: il re è chiamato ad abdicare in favore di Enrico, pena una guerra sanguinosa. Carlo VI si riserva una notte per pensare alla risposta.

### Atto terzo
L'armata inglese parte da Southampton diretta verso le coste francesi. L'armata di Enrico si spinge fino ad Harfleur e la conquista. Aspri diverbi avvengono tra gli ufficiali inglesi, i capitani Gower, Fluellen, Macmorris e Jamy, che discutono sulla conduzione dell'assedio ad Harfleur.
Alla corte di Rouen, intanto, la cugina di Enrico, Caterina, prende lezioni di inglese dalla sua dama di compagnia, incappando in numerosi errori di pronuncia dai risvolti farseschi. Il re di Francia, preoccupato per la caduta di Harfleur, si prepara per la controffensiva che sarà guidata dal Delfino suo figlio, dal Connestabile e dai duchi di Orléans e di Borbone. La controffensiva viene annunciata ad Enrico dall'araldo Montjoy.
I francesi, in numero nettamente superiore alle forze offensive inglesi, già pensano alla vittoria sicura sulle truppe di Enrico.

### Atto quarto

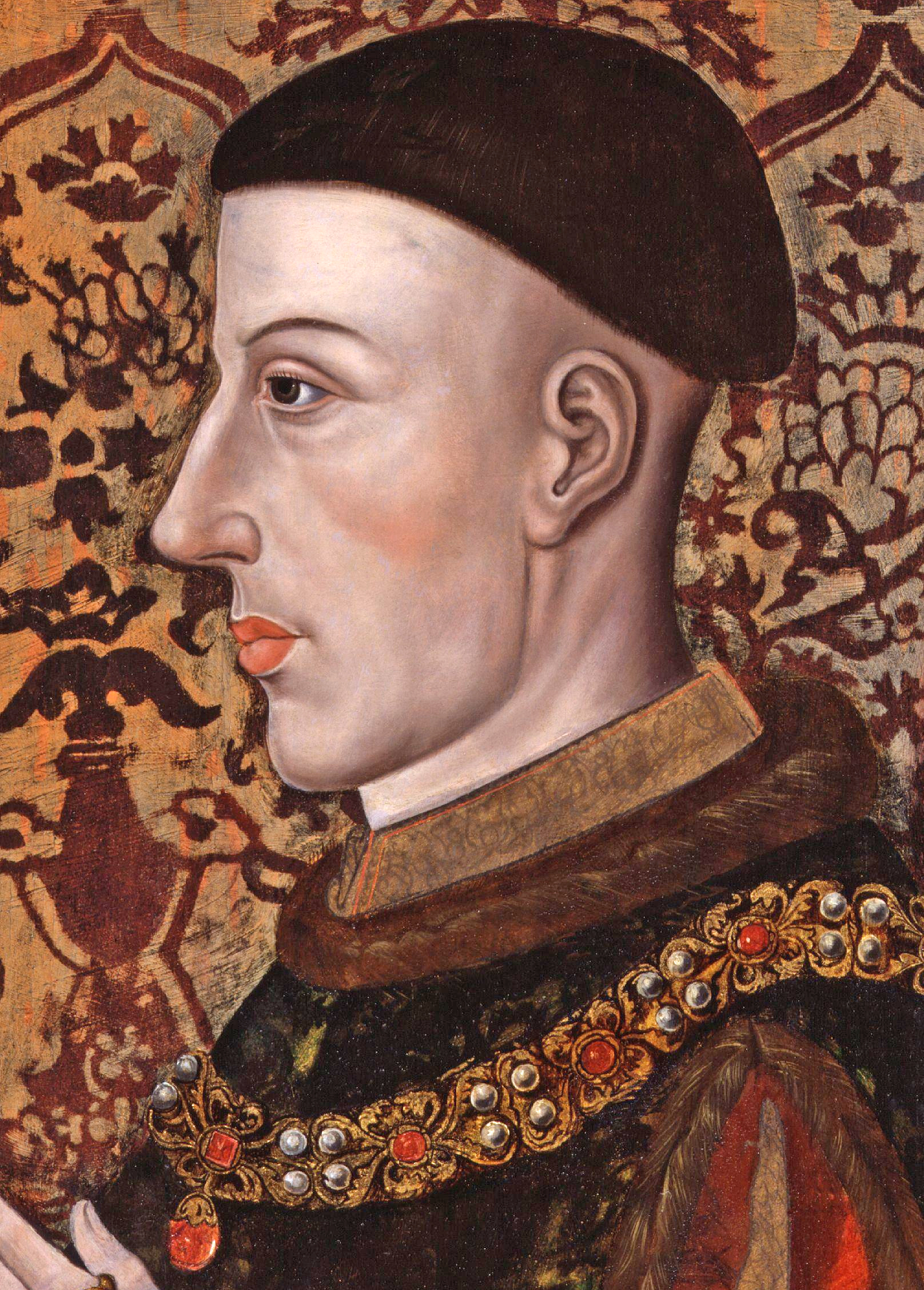
Un ritratto di Enrico V d'Inghilterra, di autore ignoto

I due eserciti si fronteggiano nei pressi di Agincourt. È notte fonda e, mentre nell'accampamento francese la frenesia cresce di ora in ora, il malumore tra gli inglesi, stanchi ed in inferiorità numerica rispetto ai freschi avversari, è sempre più palpabile.
Enrico, desideroso di riflettere, si aggira nell'accampamento in incognito: ha così occasione di parlare, non riconosciuto, con Pistola, suo vecchio amico, e con altri uomini dell'esercito. Questi ultimi manifestano la loro preoccupazione per le loro sorti, maledicendo il re che li manda a morire senza la possibilità di redimersi prima l'animo. Enrico, conscio della situazione, replica che il dovere di un suddito è quello di servire il suo re, il quale non è però responsabile dell'anima del suddito stesso: il peso di queste confessioni permette ad Enrico una riflessione, nella quale sottolinea, nel corso di un lungo monologo, come la posizione di un monarca sia infausta in determinate circostanze. Nonostante il titolo che lo riveste ed il peso delle decisioni che lo aggrava, Enrico si scopre infatti uomo tra gli uomini, bisognoso di aiuto e coraggio. Leva così una preghiera al cielo, affinché Dio lo assista in battaglia.
Un ultimo avvertimento dell'araldo Montjoy prega Enrico di desistere dalla battaglia, ma il re non si piega e manda a rispondere che combatterà per rivendicare ciò che gli spetta.
Nel frattempo Le Fer, soldato francese, si infiltra tra le file nemiche e viene scoperto da Pistola che, sotto pagamento di duecento scudi, lo lascia libero.
Nella scena III c'è il monologo più celebre dell'opera quando Enrico, rispondendo al cugino Westmoreland, perplesso per la disparità delle forze in campo, incita a non desiderare neanche un uomo in più, per non dividere la gloria di quei felici pochi che potranno dire di aver combattuto il giorno di San Crispino.
Segue una furibonda lotta tra gli eserciti, che vede a poco a poco l'esercito francese orrendamente decimato da quello inglese: i francesi, nonostante la netta superiorità numerica e la strenua resistenza, soccombono e si dichiarano sconfitti per mezzo di un messaggio dell'araldo, non prima però di aver infranto le regole di guerra uccidendo tutti i giovani ragazzi inglesi a guardia dei carri.
L'araldo consegna ad Enrico la conta delle perdite: 10000 francesi, tra i quali 126 principi ed 8400 cavalieri; tra gli inglesi Edoardo duca di York, il conte di Suffolk, Sir Richard Keighley, il nobiluomo gallese Davy Gam e soli 25 soldati.
Di fronte a questo prodigioso esito, Enrico comanda di onorare e seppellire i caduti dopo aver intonato il "Te Deum" ed il "Non Nobis" ed ordina che sia messo a morte chi si vanti della vittoria senza aver riconosciuto che Dio ha combattuto con gli inglesi e che solo suo è il merito del successo.

### Atto quinto
Pistola, al quale giunge la notizia della morte della moglie Quickly, si dispera in mezzo ai vittoriosi compagni.
Al palazzo reale di Francia Carlo VI accoglie Enrico V, il quale avanza le proprie rivendicazioni sulla corona e la Francia intera. Il duca di Borgogna sottolinea con enfasi quanto la Francia sia caduta in basso da molti anni e di come carestie e declino abbiano condotto la madrepatria in rovina: augura poi una ritrovata pace tra le due nazioni, ed Enrico vincola la pace alla firma del trattato che sancisca il lascito della corona francese a quella inglese.
Mentre Carlo VI si ritira per studiare le proposte, Enrico ha la possibilità di intrattenersi con la cugina Caterina, alla quale dichiara il suo amore. La mancata conoscenza delle reciproche lingue costringe i due a divertenti dichiarazioni piene di incomprensioni linguistiche.
Alla fine Caterina si dichiara favorevole al matrimonio a patto che questo venga benedetto dal padre. Così è, ed il dramma si conclude con la dichiarazione di matrimonio tra Enrico e Caterina ed il coro che recita l'epilogo.

## Adattamenti cinematografici
- Enrico V, film del 1944 diretto da Laurence Olivier
- Enrico V, film del 1989 diretto da Kenneth Branagh
- Il re, film del 2019 diretto da David Michôd